# Весьякар
Весьяка́р — деревня в Глазовском районе Удмуртии, в составе Адамского сельского поселения.

## История
Впервые упоминается в писцовых книгах 1628-1629 гг. как городище Веснинское, в котором жил удмурт Кузейка Муйкин, половник бесермянина Первушки Кибешева и его брата Васьки. В середине XIX века починок Висьякарской состоял из 5 дворов в которых проживало 24 мужчины и 23 женщины. В начале 1930-х организован колхоз им. Ворошилова.
В начале 1990-х годов большая часть населения деревни покинула её.

## Население
| 2010 | 2012 | 2015 |
| ---- | ---- | ---- |
| 4    | ↘1   | →1   |

Национальный состав
Согласно результатам переписи 2002 года, в национальной структуре населения удмурты составляли 100 %